# Ethel Turner

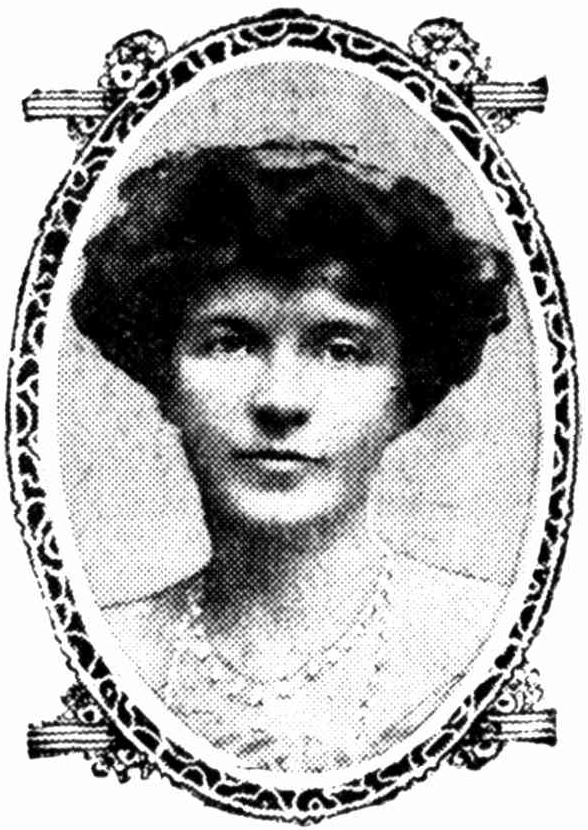
Ethel Turner, 1925

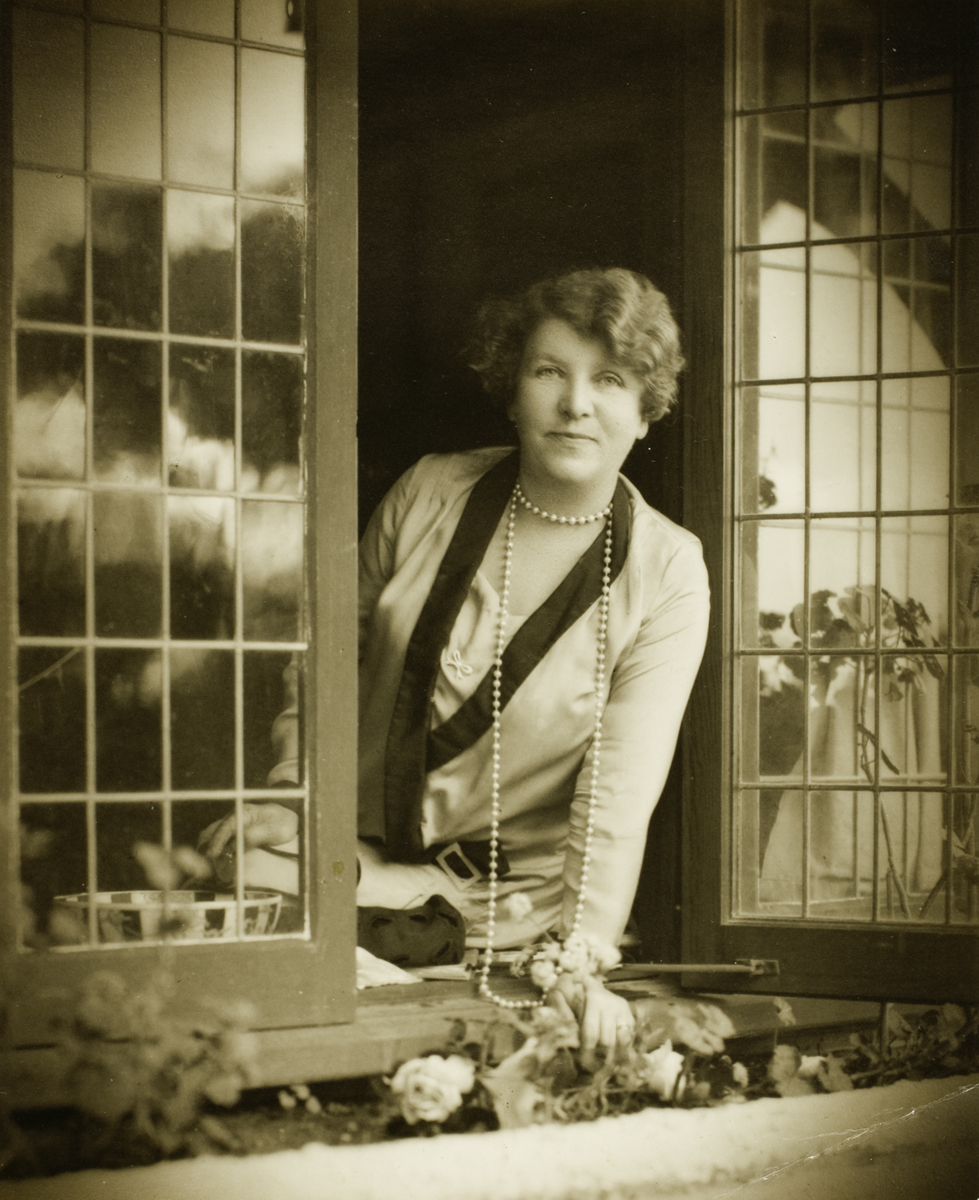
Porträtaufnahme von Harold Cazneaux am Fenster ihres Arbeitszimmers in Mosman, 1928

Ethel Mary Turner, auch Ethel Sybil, geborene Burwell, verheiratete Curlewis (* 24. Januar 1870 oder 1872 in Doncaster, Vereinigtes Königreich; † 8. April 1958 in der Mosman Municipality, New South Wales), war eine in England geborene australische Roman- und Kinderbuchautorin.

## Leben
Ethel Burwells Vater starb, als sie zwei Jahre alt war, und ließ ihre Mutter Sarah Jane Burwell mit zwei Töchtern (Ethel und Lillian) zurück. Ein Jahr später heiratete Sarah Jane Henry Turner, der 20 Jahre älter war und selbst sechs Kinder hatte. Sarah Jane und Henry bekamen eine Tochter, Rose. Henry Turner starb plötzlich und ließ Sarah Jane mit nun neun Kindern und wenig Einkommen zurück. 1879 zog Sarah Jane mit Ethel, Lillian und Rose nach Australien; innerhalb der nächsten zwei Jahre heiratete sie Charles Cope und brachte einen weiteren Sohn namens Rex zur Welt.
Ethel Turner besuchte die öffentliche Schule in Paddington, New South Wales, und als eine der Schülerinnen des ersten Jahrgangs die Sydney Girls High School, die nach ihr auch die Ethel Turner Memorial Library, einen Ausstellungsraum, benannt hat.
Mit achtzehn Jahren begann sie ihre Karriere als Schriftstellerin und gründete zusammen mit ihrer Schwester Lillian Parthenon, eine Zeitschrift für junge Leute. Als Dame Durden schrieb sie Kinderkolumnen für die Illustrated Sydney News und später für das Australian Town and Country Journal. 1891 zog die Familie in ein Haus nach Killara mit dem Namen Inglewoods oder heute Woodlands, das damals auf dem Land lag und heute im Heritage Register von New South Wales geführt wird.
1896 heiratete Turner den Rechtsanwalt Herbert Curlewis (1869–1942). Das Paar hatte eine Tochter Jean, die ebenfalls Kinderbuchautorin wurde und um 1930 an Tuberkulose jung verstarb, und einen Sohn Adrian, der Anwalt und Richter wurde. Sie bauten nach einem Aufenthalt in Mosman dort ein eigenes Haus mit Blick auf den Middle Harbour. In diesem Haus, Avenel genannt, verbrachte Ethel Turner den Rest ihres Lebens.
Turners bekanntestes Werk ist ihr erster Roman, Seven Little Australians (1894), der weithin als Klassiker der australischen Kinderliteratur gilt und sowohl in Australien als auch in Übersee ein sofortiger Erfolg war. Er handelt von einer Familie mit sieben Kindern, die in Australien aufwächst. Das Buch und seine Fortsetzungen, The Family at Misrule (1895) und Little Mother Meg (1902) sowie das 1928 erschienene Buch Judy and Punch über das Internatsleben eines der Mädchen, schildern das Leben der Familie Woolcot, insbesondere das ihrer sieben schelmischen und rebellischen Kinder, im Australien der 1880er Jahre. Wie Turners Stiefvater war auch die Figur des „Captain Woolcot“ ein Witwer mit sechs Kindern. Das Buch wurde 1939 in Australien verfilmt und 1953 in Großbritannien als sechsteilige Fernsehserie ausgestrahlt. Eine zehnteilige Fernsehserie wurde 1973 von der Australian Broadcasting Corporation produziert. Die Geschichten wurden auch als Musical und Theaterstücke adaptiert.
Turner veröffentlichte mehr als vierzig Romane, eine Reihe weiterer Kinderbücher, Kurzgeschichten und Gedichte. Three Little Maids (1900) ist dabei ein stark autobiografisch geprägter Roman über die Migration ihrer Familie von England nach Sydney, Australien. Die „Woolcots“ waren Gegenstand auch weiterer Romane. Teile wurden als Fortsetzungsromane veröffentlicht, wie ihre Bücher über The Cub. Die Kinder, über die sie schrieb, waren alle abenteuerlustig und unabhängig. Sie gerieten häufig in brenzlige Situationen, aus denen sie sich mit wenig oder gar keiner Hilfe von Erwachsenen selbst wieder befreien konnten.
Ethel Turner starb am 8. April 1958 in Mosman. Sie ist auf dem Macquarie Park Cemetery im Norden Sydneys begraben.
Turner wurde mit einer Reihe renommierter Literaturpreise ausgezeichnet und kann als eine der beliebtesten Autorinnen Australiens bezeichnet werden. Sie steht auf der Liste des Australian Women’s Register. Der Ethel Turner Prize for Young People’s Literature wird seit 1979 jährlich unter der Schirmherrschaft der New South Wales Premier’s Literary Awards verliehen.
Der Curlewis Crescent im Vorort Garran von Canberra ist ihr zu Ehren und auch nach ihrem Ehemann benannt.

## Werke
- Seven Little Australians (1894)
- The Family at Misrule (1895)
- Story of a Baby (1895)
- Little Larrikin (1896)
- Miss Bobbie (1897)
- Camp at Wandining (1898)
- Gum Leaves (1900)
- Three Little Maids (1900)
- Wonder Child (1901)
- Little Mother Meg (1902)
- Raft in the Bush (1902)
- Betty & Co (1903)
- Mothers Little Girl (1904)
- White Roofed Tree (1905)
- In the Mist of the Mountains (1906)
- Walking to School (1907)
- Stolen Voyage (1907)
- Happy Hearts (1908)
- That Girl (1908)
- Birthday Book (1909)
- Fugitives from Fortune (1909)
- Fair Ines (1910)
- An Orge up to Date (1911)
- Apple of Happiness (1911)
- Fifteen & Fair (1911)
- Ports & Happy Havens (1911)
- Tiny House (1911)
- Secret of the Sea (1913)
- Flower O' the Pine (1914)
- The Cub (1915)
- John of Daunt (1916)
- Captain Cub (1917)
- St Tom & The Dragon (1918)
- Brigid & the Cub (1919)
- Laughing Water (1920)
- King Anne (1921)
- Jennifer, J. (1922)
- Sunshine Family (1923) (zusammen mit ihrer Tochter Jean Curlewis)
- Nicola Silver (1924)
- Ungardeners (1925)
- Funny (1926)
- Judy & Punch (1928)